# Giants of Backgammon
De Giants of Backgammon is een ranglijst die sinds 1993 elke twee jaar wordt opgesteld van de beste backgammonspelers ter wereld. Deze lijst wordt opgesteld door Yamin Yamin uit Illinois, voormalig toernooidirecteur van de Illinois staatskampioenschappen backgammon. Hij schrijft elk jaar diverse backgammonspelers en toernooidirecteuren aan met de vraag een top 32 te maken van de beste actieve backgammonspelers ter wereld. De nummer één van elke lijst krijgt 32 punten, nummer twee 31 punten, etc. Alle lijsten worden verwerkt en elke twee jaar worden de eindranking gepubliceerd.
| Jaar | Goud               | Goud | Zilver           | Zilver | Brons              | Brons |
| ---- | ------------------ | ---- | ---------------- | ------ | ------------------ | ----- |
| 1993 | Wilcox Snellings   | USA  | Mike Senkiewicz  | USA    | Joe Sylvester      | USA   |
| 1995 | Mike Senkiewicz    | USA  | Wilcox Snellings | USA    | Billy Horan        | USA   |
| 1997 | Wilcox Snellings   | USA  | Mike Senkiewicz  | USA    | Nack Ballard       | USA   |
| 1999 | Jerry Grandell     | SWE  | Nack Ballard     | USA    | Johannes Levermann | GER   |
| 2001 | Nack Ballard       | USA  | Jerry Grandell   | SWE    | Johannes Levermann | GER   |
| 2003 | Nack Ballard       | USA  | Jerry Grandell   | SWE    | Dirk Schiemann     | GER   |
| 2005 | Nack Ballard       | USA  | Neil Kazaross    | USA    | François Tardieu   | FRA   |
| 2007 | Falafel Natanzon   | ISR  | Nack Ballard     | USA    | François Tardieu   | FRA   |
| 2009 | Masayuki Mochizuki | JPN  | Falafel Natanzon | ISR    | Falafel Natanzon   | ISR   |